# Ehrenkreuz Für Verdienst (Rumänien)
Das Ehrenkreuz „Für Verdienst“ wurde am 26. November 1937 durch König Carol II. von Rumänien gestiftet und kam an Personen zur Verleihung, die sich durch loyale Dienste am Königshaus, für Leistungen auf kulturellen Gebiet oder aber auch für besonders ausgezeichneten Bürgersinn ausgezeichnet hatten, aber für eine Verleihung des Ordens „Für Verdienst“ nicht in Frage kamen.

## Ordensklassen
Der Orden besteht aus zwei Klassen.
- I. Klasse
- II. Klasse

## Ordensdekoration
Das Ordenszeichen ist ein aus Silber gefertigtes Malteserkreuz auf dessen Kreuzspitzen kleine Kügelchen sind. Im grün emaillierten Medaillon liegt die Dekoration des Ordens „Für Verdienst“ auf. Rückseitig ist das Kreuz glatt.
Für Militärverdienste konnte der Orden auch mit gekreuzten Schwertern durch die Kreuzwinkel zur Verleihung kommen. Per Dekret vom 30. Juni 1941 wurde diese Regel aufgehoben.

## Trageweise
Die I. Klasse wurde von Herren als Halsorden, von Damen an einer Schleife getragen, die II. Klasse am Band auf der linken Brustseite.
Das Ordensband ist grün mit fünf blauen Streifen.

## Sonstiges
Das Ehrenkreuz „Für Verdienst“ ist nicht mit dem Orden „Für Verdienst“ zu verwechseln.